# Wilhelm von Schlichten

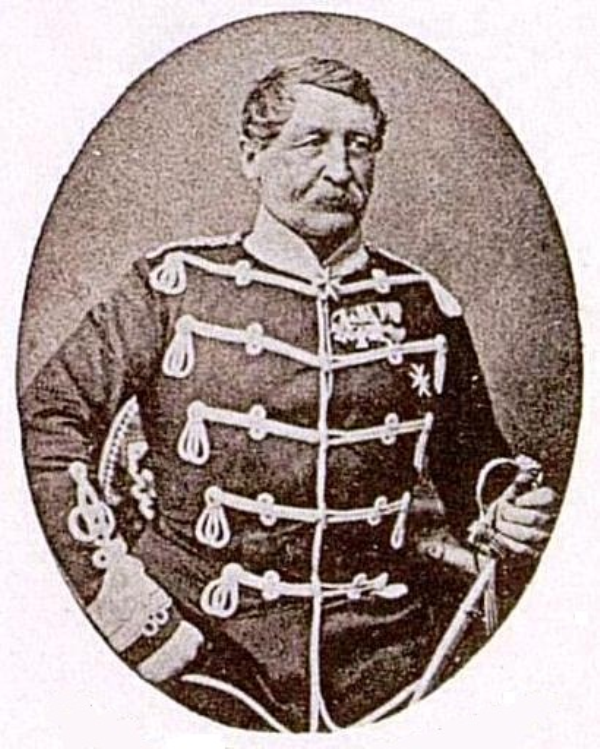
Wilhelm von Schlichten

Wilhelm von Schlichten (* 29. Juni 1796 in Ostrowo; † 25. Dezember 1876 in Ostrometzko) war ein preußischer Generalmajor.

## Leben

### Herkunft
Er war der Sohn des späteren preußischen Generalmajors Karl Anton Xaver Thaddäus von Schlichten (1764–1841) aus dem Adelsgeschlecht Schlichting und dessen Ehefrau Wilhelmine Charlotte, geborene von Braunschweig (1773–1842).

### Militärkarriere
Schlichten trat am 1. Februar 1810 als Husar in das 1. Schlesische Husaren-Regiment der Preußischen Armee ein. Dort avancierte er bis Mitte Juni 1813 zum Sekondeleutnant und nahm während der Befreiungskriege gegen Napoleon an den Schlachten bei Großgörschen, Bautzen, Dresden, Kulm, Laon, Ligny und Waterloo sowie der Belagerung von Erfurt teil. Für seine Leistungen erhielt Schlichten das Eiserne Kreuz II. Klasse.
Nach dem Friedensschluss war Schlichten 1818/19 zur Lehreskadron kommandiert, wurde Mitte September 1826 Premierleutnant und zwei Jahre später in den Johanniterorden aufgenommen. Am 14. Dezember 1833 wurde er zum Rittmeister befördert und zum Eskadronchef ernannt. Als Major folgte am 18. April 1850 seine Ernennung zum Kommandeur des 11. Husaren-Regiments in Düsseldorf. In dieser Eigenschaft wurde Schlichten am 23. März 1852 zum Oberstleutnant sowie am 22. März 1853 zum Oberst befördert. Als solcher wurde er am 10. Juni 1856 mit der Versetzung nach Erfurt zum Kommandeur der 8. Kavallerie-Brigade ernannt. Zehn Monate später beförderte man ihn zum Generalmajor. Unter Verleihung des Roten Adlerordens II. Klasse mit Eichenlaub erhielt Schlichten am 8. Juli 1858 mit Pension seinen Abschied. In nachmaliger Würdigung seiner Verdienste verlieh ihm König Wilhelm I. am 18. September 1869 noch den Stern zum Roten Adlerorden II. Klasse mit Eichenlaub.

### Familie
Schlichten hatte sich am 31. Dezember 1828 in Dresden mit Mathilde Ida Freiin von Lorenz (1810–1873) verheiratet, der Tochter von Gottfried August von Lorenz.
Die Tochter Marie (1830–1894) heiratete Gottlieb Martin Vertraugott von Schönborn (1826–1874), Majoratsherr auf Ostrometzko, Mitglied des preußischen Herrenhauses und Letzten der 1629 geadelten, aus Böhmen stammenden Familie von Schönborn, die 1804 die Herrschaft Ostrometzko erwarb. Deren Schwiegersohn wurde 1873 der 1888 gegrafte Albrecht von Alvensleben-Schönborn.